# Horní Lomnice (vojenský újezd Hradiště)
Horní Lomnice (německy Ober Lomitz) je zaniklá vesnice ve vojenském újezdu Hradiště v okrese Karlovy Vary. Stávala v Doupovských horách v údolí potoka Lomnice asi jeden kilometr východně od Dolní Lomnice v nadmořské výšce okolo 450 metrů.

## Název
Jméno vesnice je odvozeno ze spojení lomná říčka, neboli hlučný či mezi lomy tekoucí potok anebo potok se zatáčkami. Název se v historických pramenech objevuje ve tvarech: Oberlomnicz (1466), Oberlomitz (okolo roku 1536), Obrlamiczer (1567), Obrlamicz (1570), Ober Lamtz (1579), Ober Lamnitz nebo jen Lamitz (1785), Ober-Lomitz (1847) a Lomnice horní nebo Ober-Lomitz (1854).

## Historie
První písemná zmínka o Horní Lomnici pochází z roku 1466, ale podle Zdeny Binterové vesnice existovala už ve třináctém století jako součást šemnického újezdu oseckého kláštera. Klášter vesnici vlastnil až do roku 1465, kdy ji předal králi Jiřímu z Poděbrad, který ji připojil k panství hradu Andělská Hora. Správa panství byla v roce 1622 přestěhována do Stružné. Později v osmnáctém století však Horní Lomnice byla součástí doupovského panství, ale Johann Gottfried Sommer ji ve svém díle z roku 1847 uvedl opět u panství Stružná (Kysibel).
Po třicetileté válce ve vsi podle berní ruly z roku 1654 žili čtyři sedláci a dva chalupníci. Celkem ji patřilo sedmnáct potahů a chovali sedm krav, čtrnáct jalovic, čtyři prasata a sedm koz. Hlavními zdroji obživy byly chov dobytka a práce v lesích.
V devatenáctém století hornolomnické děti docházely do školy v Dolní Lomnici, ale poštu a nádraží mívali obyvatelé vsi až v Kyselce. Sídlem farnosti býval Zakšov. V roce 1949 měla Horní Lomnice sbor dobrovolných hasičů společný s Lipoltovem, Mlýnskou, Pastvinami, Starou Vsí a Svatoborem.
Horní Lomnice zanikla v roce 1953 v důsledku zřízení vojenského újezdu během první etapy rušení sídel.

## Přírodní poměry
Horní Lomnice stávala na rozhraní katastrálních území Bražec u Hradiště a Doupov u Hradiště v okrese Karlovy Vary, asi dva kilometry východně od Dolní Lomnice. Nacházela se v nadmořské výšce okolo 480 metrů v západní části Doupovských hor, konkrétně v jejich okrsku Jehličenská hornatina. Půdní pokryv v okolí zaniklé vsi tvoří kambizem eutrofní. Místem, kde vesnice stávala, protéká Lomnice.
V rámci Quittovy klasifikace podnebí se Horní Lomnice nacházela v mírně teplé oblasti MT7, pro kterou jsou typické průměrné teploty −2 až −3 °C v lednu a 16–17 °C v červenci. Roční úhrn srážek dosahuje 650–750 milimetrů, počet letních dnů je 30–40, mrazových dnů 110–130 a sníh v ní leží 60–80 dnů v roce.

## Obyvatelstvo
Při sčítání lidu v roce 1921 ve vsi žilo 217 obyvatel (z toho 104 mužů) německé národnosti a římskokatolického vyznání. Podle sčítání lidu z roku 1930 měla vesnice 248 obyvatel německé národnosti, kteří se kromě čtyř evangelíků hlásili k římskokatolické církvi..
|           | 1869 | 1880 | 1890 | 1900 | 1910 | 1921 | 1930 | 1950 |
| --------- | ---- | ---- | ---- | ---- | ---- | ---- | ---- | ---- |
| Obyvatelé | 172  | 213  | 223  | 222  | 211  | 217  | 248  | 6    |
| Domy      | 26   | 35   | 38   | 43   | 44   | 43   | 43   | 29   |

## Obecní správa
Po zrušení patrimoniální správy se Horní Lomnice roku 1850 stala obcí. V roce 1945 obec spravovala místní správní komise zastoupená zdejším rodákem, správním komisařem Vilémem Kautským. Komise spravovala také Lipoltov, Mlýnskou, Pastviny, Starou Ves a Svatobor.